# Columbia National Wildlife Refuge
Columbia National Wildlife Refuge je oblast, kde se vyskytují drsné skály, kaňony, jezera a pelyňkové lučiny. Rezervace, ležící ve Washingtonu, byla stvořena ohněm, ledem, záplavami a sopečnými bouřemi. Oblast poukazuje na bohatou geologickou historii, zvýrazněnou časy neklidu, které pomáhaly krajinu utvořit. Severní část rezervace, jižně od vodní nádrže Potholes se skládá ze skal, kaňonů, jezer a zbytků lávy. Tato část, která je známa jako Drumhellerské kanály je na světě zcela jedinečnou a tak byla v roce 1986 vyhlášena národní přírodní památkou.
Pěkný mix jezer, obkličující zavlažované úrody a ochrana, kterou rezervace poskytuje, dělá z rezervace skvělé místo pro migraci ptáků. Přezimují zde kachny divoké, severoamerické husy divoké a další vodní ptáci, včetně labutí malých.
Lovení a rybaření patří k nejpopulárnějším lidským aktivitám v rezervaci. Lovení pak může být prováděno pouze v určitý čas v určitých dnech a vyžaduje povolení.
Rezervace se nachází ve srážkovém stínu Kaskádového pohoří a tak je zdejší klima suché a pouštní. Ročně sem spadne zhruba pouze 203 mm srážek. Voda do rezervace proudí od přehrady Grand Coulee. Park je částí systému Columbia Basin Project.